# قناة سهيل
قناة سهيل الفضائية هي قناة يمنية تبث خارج اليمن، بدأ البث التجريبي للقناة في 15 يونيو 2009م وبدأ البث الرسمي للقناة في 2010/01/10م توقف بث القناة من الكويت لأسباب سياسية وضغوطات من حكومة علي عبد الله صالح، فعاودت القناة بثها من بريطانيا من جديد في 2009/08/26م، وتعرض مكتب القناة في صنعاء للقصف والإحراق والنهب في 2011/06/02م،  وصادر الحوثيون أجهزة البث الخاصة بالقناة واستولوا على مكتبها واستديوهاتها بعد سيطرتهم على صنعاء في أواخر 2014م.

## برامج القناة
1- غاغه 
2- الأخبار 
3- مستقبل وطن 
4- حكمة يمانية 
5- المرصد 
6- الكلمة لك  
7- شركاء لا فرقاء 
8- عشرة وعشر 
9- هذي اليمن 
10- استديو رمضان 
11- الطيرمانة 
12- مرصد الأحداث 
13- بصمة شباب 
14- خمسون دقيقة 
15- استديو النجوم 
16- باتريوت 
17- شُمّ الأنوف  
18- المرصد 
19- البيت الجمهوري 
20- نقطة ضوء 
21- كافي شو 
22- في رحاب القرآن 
23- منبر الثورة 
24- قناديل الفجر 

## برامج إخبارية
- - دقائق إخبارية ( الحادية عشرة مساءً )[2]

## التردد
تبث القناة عل النايل سات بتردد 11603 ومعدل ترميز 27500 وَقطبيَّةٍ أفقيَّة.

### تنقل البث
في ثورة فبراير 2011م قامت القناة بالبث من أماكن الاعتصامات في ساحة التغيير بـ صنعاء، وتعرض مكتبها للنهب والحرق، في 2014م أوقفت القناة عن البث بعد يومين من سيطرة الحوثيين على صنعاء في 21 سبتمبر  حيث قاموا بإيقاف البث لمدة شهرين وفي عام 2015م عاودت البث مرة أخرى حتى بداية التدخل العسكري في اليمن، فمنعت مرة أخرى من البث وعاودته من الرياض.